# Лунная (Витебская область)
Лунная (бел. Лунная) — деревня в Толочинском сельсовете Толочинского района Витебской области Белоруссии.

## География
Расположена в 1 км северо-западнее районного центра, рядом железнодорожной линией Минск — Орша. Через деревню проходит автодорога Озерцы — Волковичи.

## История
В 1974 году Указом ПВС БССР населённый пункт при втором участке лесного транспортного хозяйства переименован в деревню Лунная.

## Население
| год     | 2009 | 2019 |
| ------- | ---- | ---- |
| человек | 34   | 20   |